# Verjnuarmu
Verjnuarmu var ett finskt melodisk death metal-band, bildat 2001. Bandet framförde sina låtar på savolaxdialekt. I augusti 2018 meddelade bandet sin upplösning efter att bandets grundare och trummis Musta Savo avlidit.

## Medlemmar
- Musta Savo - trummor, growl (2001–2018)
- Puijon Perkele - ledsång, keyboard (2003–2018)
- Woema - bas (2003-2018)
- Tervapiru - gitarr, bakgrundssång (2009–2018)

## Tidigare medlemmar
- Savon Surma - gitarr, sång (2002–2008)
- Viitakemies - gitarr (2004–2011)
- Ruato - gitarr (2008–2009)

## Diskografi

### Studioalbum
- Muanpiällinen helevetti (2006, Universal Music)
- Ruatokansan uamunkoetto (2008, Dynamic Arts Records)
- Lohuton (2010, Osasto-A)
- Pimmeyvven ruhtinas (2012, Osasto-A)
- 1808 (2015, självutgivet)

### Demo
- Verjnuarmu (2002)
- Verta, voemoo ja viitakkeita (2002)
- Laalavat jouset (2004)

### Singlar
- Kurjuuvven valssi (2005)
- Itkuvirsj (2006)
- Kuvajaenen (digital singel, 2010)
- Turja (digital singel, 2010)
- Lentävä kalakukko (digital singel, 2012)